# 巴山站
巴山站，位于中华人民共和国陕西省汉中市镇巴县巴山镇，是襄渝铁路下行线上的火车站，由中国铁路西安局集团安康车务段管辖。 距襄阳497公里，重庆402公里。车站每日有一趟慢车停靠，不办理货运业务。车站还驻有安康工务段巴山工务车间，由于车站地处偏僻，“巴山精神”因此而得名，成为陕西师范大学、西南交通大学等6所院校的社会实践基地。车站附近设有巴山烈士陵园，纪念碑上刻有对联“为有牺牲多壮志，敢教日月换新天”。

## 车站结构
车站随襄渝铁路建于1970年，1973年开办临时业务，1978年6月1日交付铁路部门正式营运，1983年12月25日电气化开通。巴山站站场建于山腰上，设有3条股道。部分股道位于高架桥（巴山1号、2号、3号、4号桥）上，最高的黑水河钢梁桥落差103米，有“空中车站”之称；上行侧部分站场位于宽25米的巴山车站三线隧道内；下行咽喉的大巴山隧道长5334米，为四川、陕西两省交界。襄渝二线的新大巴山隧道（长10658米）北口亦位于本站附近。
车站在建成时无货运设施，当地进出货物均需通过官渡站。1986年9月当地获得中国人民银行贷款修建巴山货物装卸线：设有2条装卸线，1990年建成。但由于工程质量问题，1991年5月27日至31日对货运实施进行修复，之后该物资转运站亦没有启用。

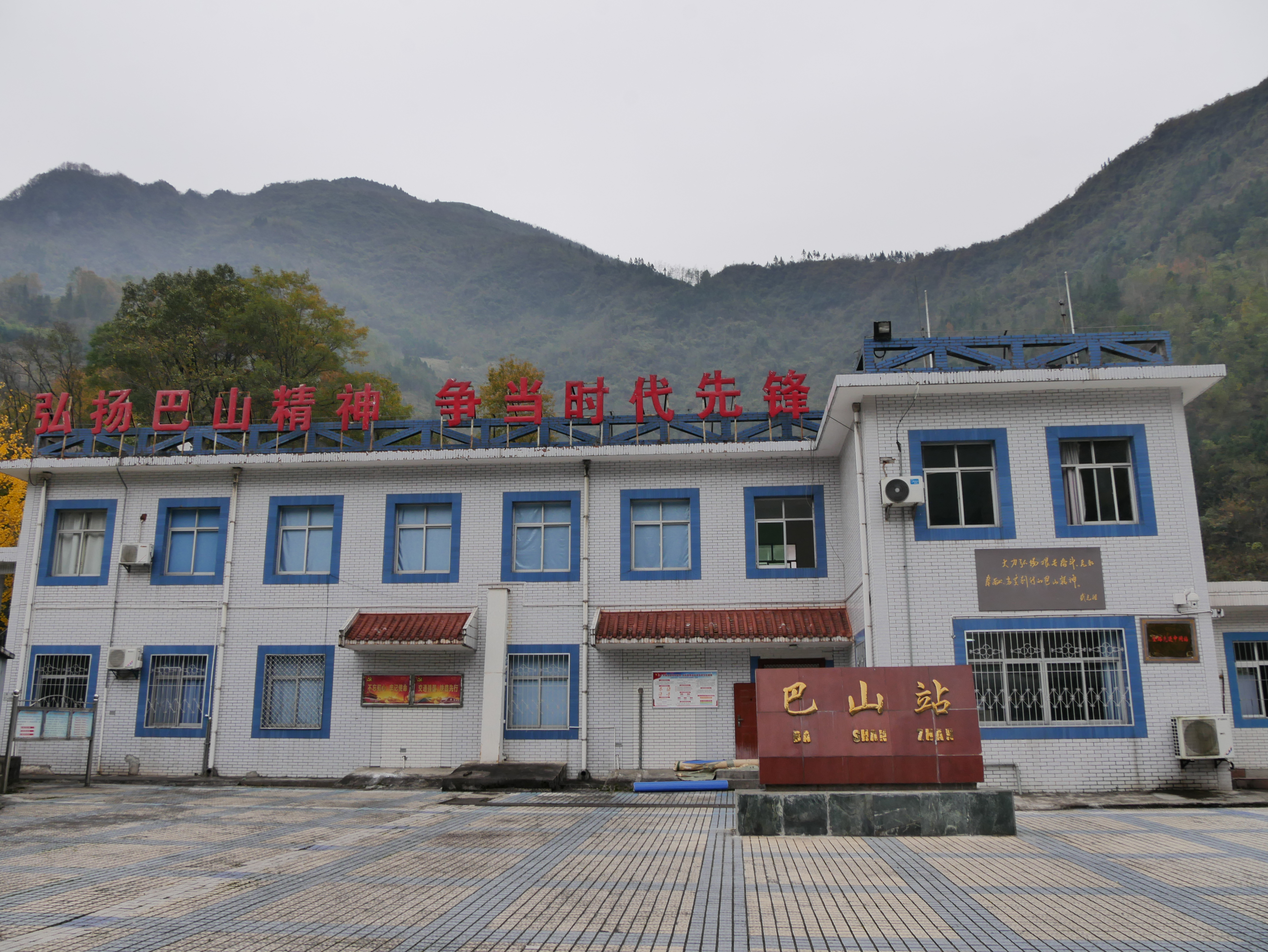
车站站房
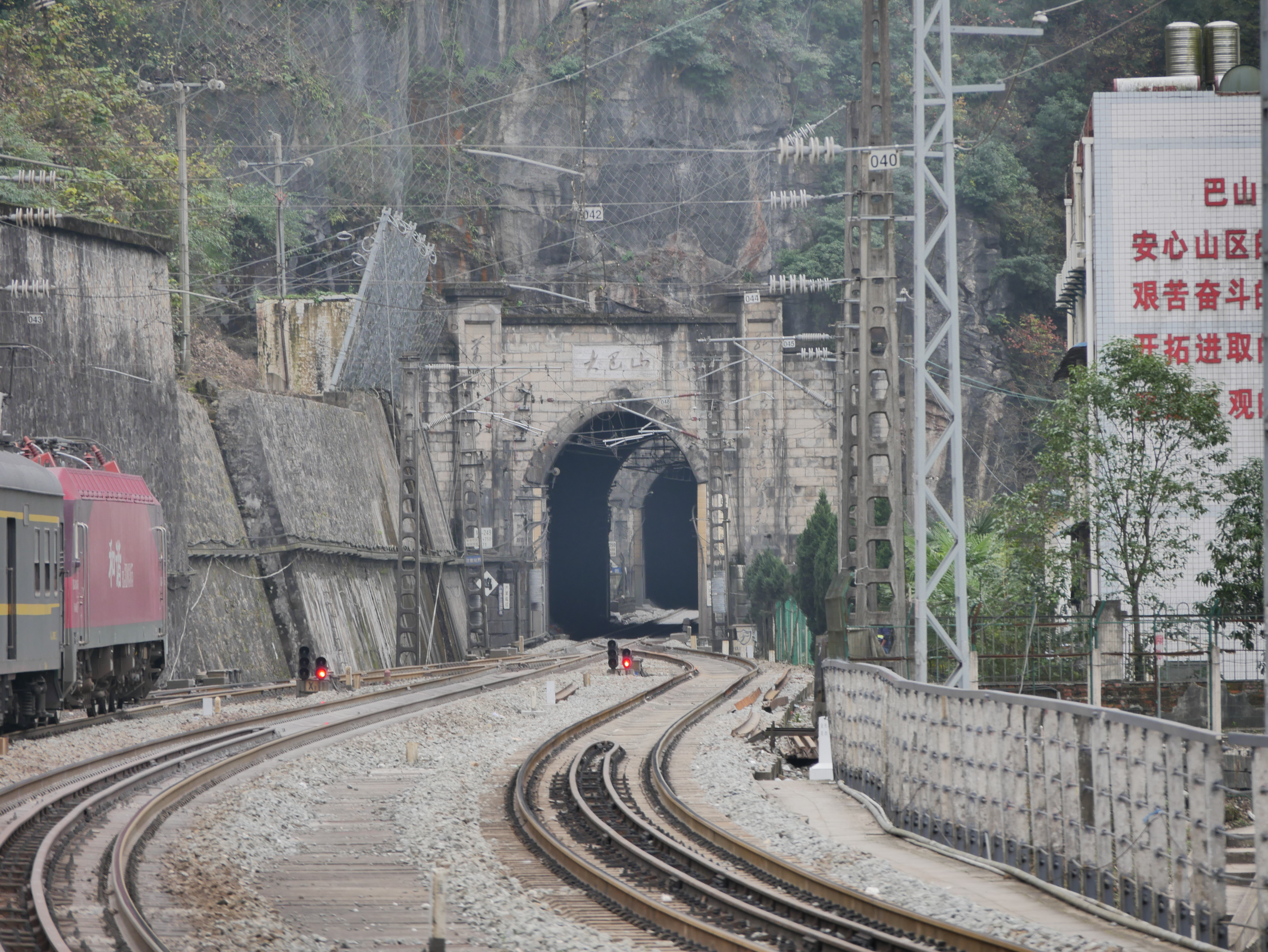
车站股道及巴山1号隧道
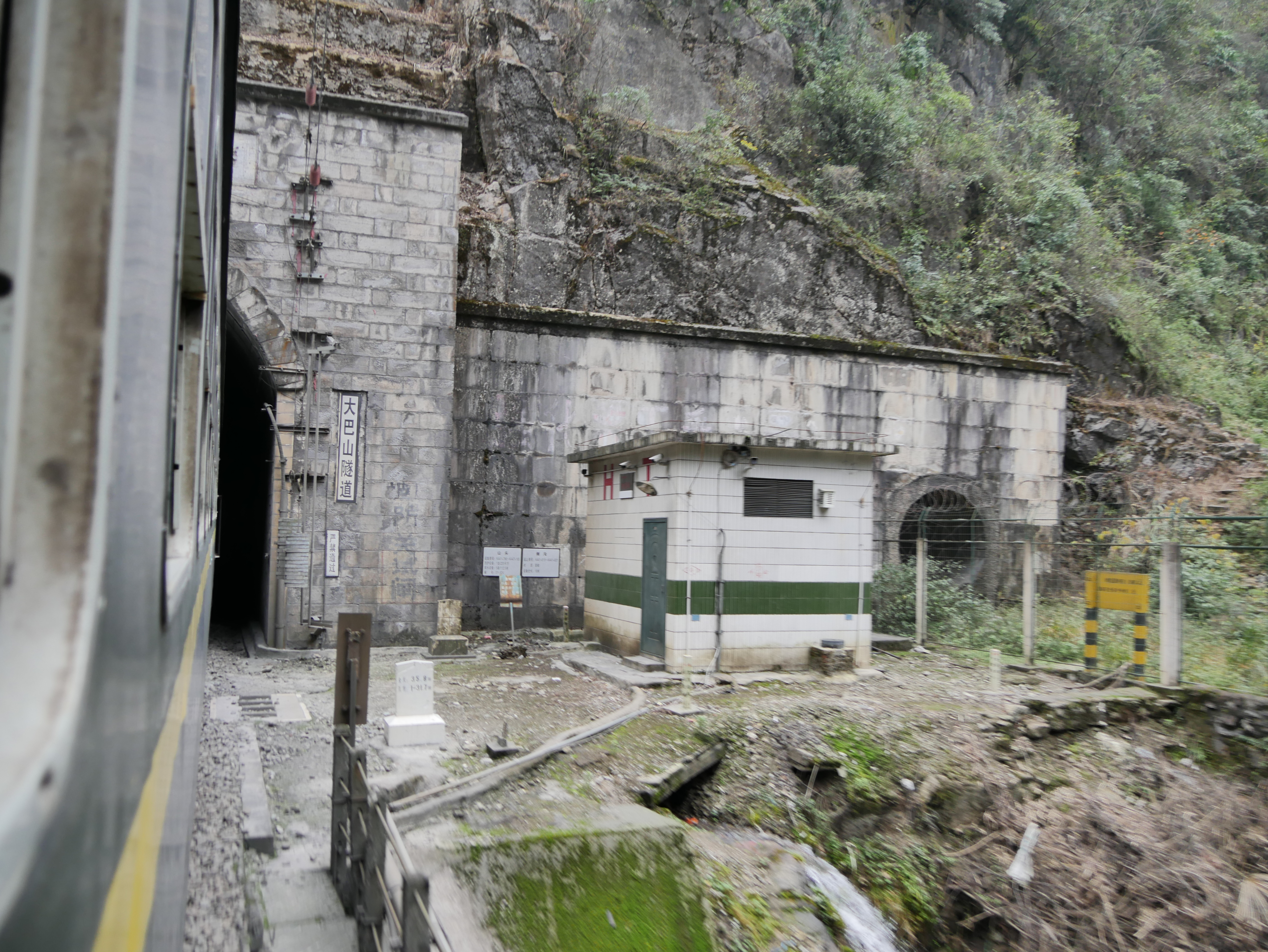
大巴山隧道口